# Château de Fals
Le château de Fals est un vestige du château français situé à Fals.

## Histoire
Le château a été fondé au XIIIe siècle. Les parties les plus anciennes peuvent remonter au XIIe siècle. Quelques vestiges des substructions du château médiéval subsistent dans le sous-sol de l'aile droite du château.
Jean de Comère, seigneur de Fals et de Pis, s'est marié en deuxièmes noces avec Domengue d'Esparbès, dame de Pis. Elle a fait son testament le 9 avril 1555 faisant de Jean d'Esparbès, fils de Pierre d'Esparbès, seigneur de Belloc dans le diocèse d'Auch, son héritier universel. Béraud d'Esparbès, fils aîné de Pierre d'Esparbès, s'était marié en 1553 avec Françoise de Comère, fille de Jean de Comère, et son héritière universelle par le testament de 1552. Silvestre d'Esparbès de Lussan du Gout, baron de Lamotte-Bardigues, seigneur de Fals, capitaine puis gouverneur d'Auvillar, conseiller au parlement de Toulouse en 1667. Son petit-fils, Michel d'Esparbès de Lussan du Gout est appelé le comte de Lussan. La seigneurie de Fals est restée dans la famille d'Esparbès jusqu'au XVIIIe siècle.
Le château fut racheté par Étienne de Bazon, qui entreprit de reconstruire le château après la mort de Catherine de Bazon en 1727 pour en faire sa résidence principale.
Les façades, les toitures et la décoration du XVIIIe siècle du salon et de la salle à manger ont été inscrites au titre des monuments historiques le 23 avril 1953

## Architecture
L'architecture du château est typique du XVIIIe siècle avec notamment ses nombreuses et grandes fenêtres. L'édifice est doté une « salle à tour », corps de bâtiment sur lequel a été adossée une tour carrée. À l'intérieur, il y a un grand escalier aux marches monolithiques, tournant à gauche sur vide central, à trois volées droites. Au palier haut de cet escalier, se trouve un vitrail néo-Renaissance représentant un trophée d'armes à la cuirasse surmontant le blason de la famille des Bazons.

## Contexte géographique
Le château de Fals se situe dans le Lot-et-Garonne, en Nouvelle-Aquitaine, à proximité du la commune de Fals. Un grand parc s'étend face à la partie Ouest du château, dominant la vallée du Gers.
Le château appartient encore aux descendants d'Étienne de Bazon, donc le château n'est accessible qu'à de rares exceptions.